# Chatham (Nuovo Brunswick)
Chatham è una località del Canada, situata nella provincia del Nuovo Brunswick.
Già comune autonomo, nel 1995 fu unito a quello di Miramichi.
Prende il nome da William Pitt il Vecchio, che fu I conte di Chatham.
Fu sede vescovile cattolica dal 1860 al 1938, quando la residenza episcopale fu ufficialmente trasferita a Bathurst.
Le religiose ospedaliere di San Giuseppe vi aprirono scuole e un Hôtel-Dieu.
Vi ebbe la prima sede la Saint Thomas University, fondata dai preti di San Basilio nel 1910 e poi trasferita a Fredericton.